# The Tower at Meridian Quay
The Tower at Meridian Quay  est un gratte-ciel de logements et accessoirement de bureaux, de 107 mètres de hauteur construit à Swansea au Royaume-Uni en 2009.
L'immeuble situé sur le rivage de la mer comprend notamment 256 logements.
L'architecte est l'agence britannique Latitude Architects, le promoteur est la compagnie irlandaise  Niall J. Mellon
C'est le plus haut immeuble de Swansea et du Pays de Galles et l'un des plus hauts immeubles résidentiels du Royaume-Uni.